# Păun Ion Otiman
Păun Ion Otiman (n. 28 mai 1942, Gârbovăț, Caraș-Severin) este un inginer agronom, economist, politician, membru titular al Academiei Române și actualul secretar al acesteia.
Otiman a absolvit Facultatea de Agronomie din Timișoara în 1965 și Facultatea de Științe Economice din Timișoara în 1971, iar în 1974 a obținut doctoratul la Facultatea de Economie agrară București, cu specialitatea management. Între 1968 și 1990 a ocupat diverse posturi didactice în cadrul Facultății de Management de la Universitatea de Științe Agricole și Medicină Veterinară a Banatului, precum și în cadrul Universității de Vest din Timișoara. Între 1990 și 2004 a fost rector al Universității de Științe Agricole și Medicină Veterinară a Banatului.
În legislatura 1992-1996, Păun Ion Otiman a fost senator CDR de Timiș, fiind membru în  Partidul Alianța Civică, iar în legislatura 2000-2004 a fost senator PNL de Timiș. În cadrul activității sale parlamentare în legislatura 2000-2004, Păun Ion Otiman a fost membru în grupul parlamentar de prietenie cu Canada și a inițiat 15 propuneri legislative, dintre care 3 au fost promulgate legi.  În legislatura 1992-1996, Păun Ion Otiman a fost președintele comisiei pentru agricultură, silvicultură și dezvoltare rurală. În legislatura 2000-2004, Păun Ion Otiman a fost președintele comisiei pentru învățământ, știință, tineret și sport.  
În 1993 Otiman a devenit membru corespondent al Academiei Române, iar în 1999 a devenit membru titular al acestei instituții. În 2003 a devenit Președintele Filialei Timiș a Academiei Române, iar în aprilie 2006 a fost ales Secretar General al Academiei Române.